# 大気エアロゾル粒子

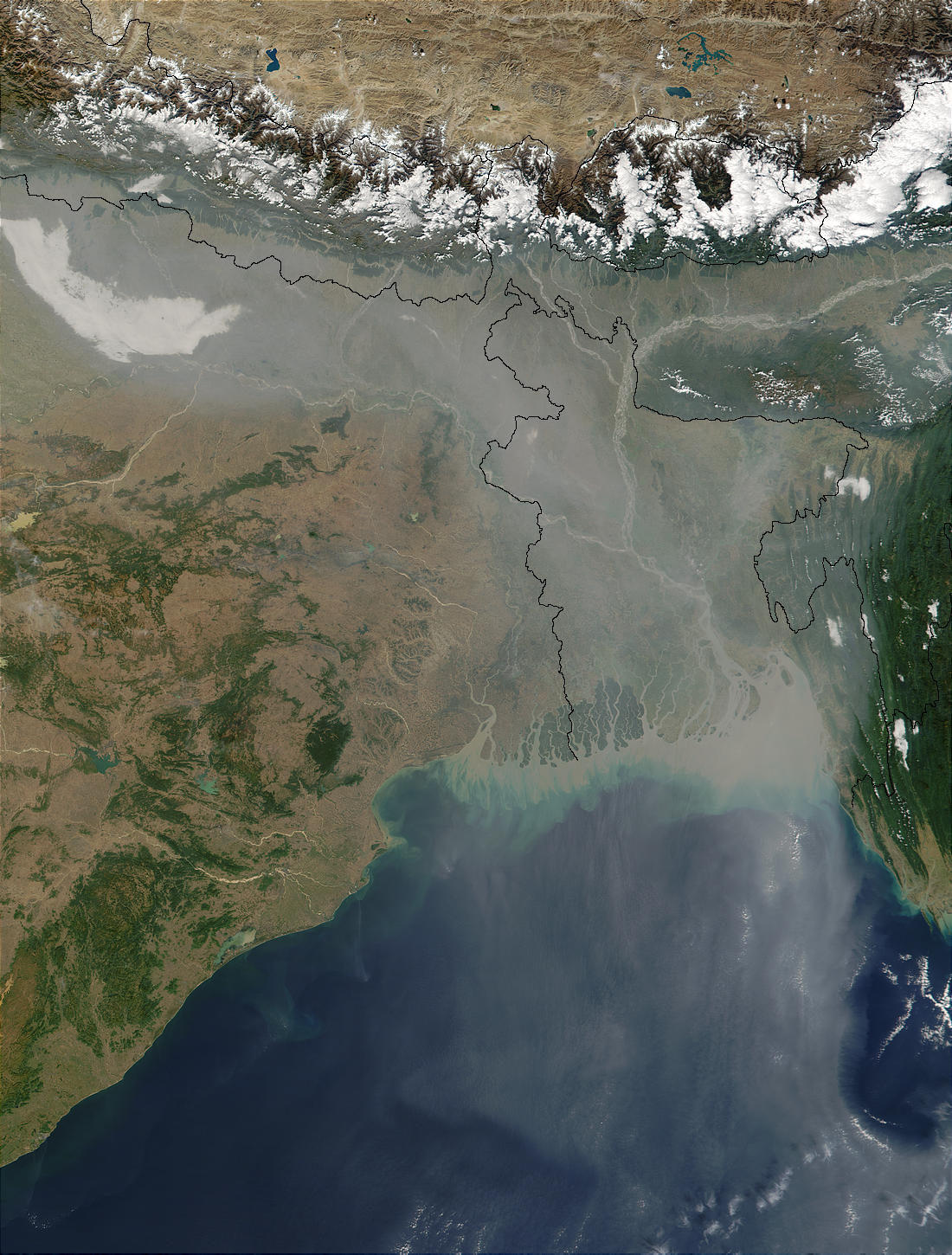
インド北東部からバングラデシュにかけて広がる大気エアロゾル（2001年11~12月、NASA）

大気エアロゾル粒子（たいきエアロゾルりゅうし）は、大気中に浮遊しエアロゾルを構成する微粒子である。大気について論じていることが明らかなときは単にエアロゾル粒子とも言う。
粉塵、浮遊粉塵、大気粉塵などとも呼ばれるが、固体粒子とは限らず、硫酸ミストなどは液滴である。エアロゾル、大気エアロゾルとも呼ばれるが、エアロゾルとは正しくは微粒子と気体とが混合した分散系のことで、微粒子のことではない。
雲を形成する水滴や氷粒子も、厳密には大気エアロゾル粒子であるが、文脈に応じ除外することもある。
大気中の固形粒子の総量は約 107トンといわれる。全大気質量は約6×1015トンであるからその平均濃度はppbのオーダーである。そのほとんどは混合層と呼ばれる地表約2kmの大気層に含まれる。

## 発生
エアロゾル粒子は、火山、砂塵嵐、森林・草地火災、植物の生命活動、海面からのしぶきなどの自然現象により生じるものもあるが、化石燃料の燃焼や、森林面積を大きく変えるような人間の活動は、より多くのエアロゾル粒子を生成する。地球全体で平均すると、大気中に存在するエアロゾル粒子の約10%が人間の活動によって生成されたものである。
一般的に、乾燥地域ではエアロゾル粒子の発生が多く、乾燥地域の風下にあたる地域ではその影響を濃く受ける。降水量が多い湿潤地域でも、乾季に入ったり少雨が続いたりするとエアロゾル粒子によって大気がかすむことがよくある。また、湾の奥では風や海の影響、農業地帯では土ぼこりの影響、工業地帯や大都市では煤煙や排気ガスの影響で、エアロゾル粒子が多い傾向にある。

### 自然界に由来するもの
粒子のほとんどは海洋と陸地から供給される。海面からは、波浪や泡によって海水滴が空中に分散、乾燥し微細な塩類の粒子、すなわち海塩粒子となる。内陸性の粒子は火山灰、地表砂塵、あるいは花粉などが蒸発や風によって大気中に分散したもので、Na, K, C, Mg, SO42-, NH4-などの成分を含む。また、そのほかに宇宙塵として供給されるものも無視できない。
以上は一次粒子について述べたものであるが、このほかに二次粒子がある。多くは硫黄成分を含む粒子であって、その量は全粒子状物質の50%近くを占めるものと見られている。

### 人為的なもの
特に北極や南極の氷床コアの観測では、19世紀以降の氷の層の中に、産業革命を起こした人間の活動によると見られるエアロゾル粒子の痕跡が確認されている。
例えば、硫酸エアロゾルは火山から放出されたもの以外にも人為的に放出されたSOxが硫酸に化学変化し、水分を取り込むことで生成される。
これらのエアロゾル粒子は、雨や雪・雹の核として再び地上に落下してくる場合もあるが、対流圏や成層圏にまで到達した場合には、ジェット気流に乗って広範囲に拡散することもある。1986年にチェルノブイリ原子力発電所事故によって発生した放射能を帯びたエアロゾル粒子はヨーロッパにまで拡散、イタリアやフランスの農作物輸出に少なからぬ被害を及ぼした。

### 発生源の推定
エアロゾル粒子の発生源を定量的に評価する方法として、CMB (Chemical Mass Balance) 法、PMF (Positive Matrix Factorization) 法などが挙げられる。これらのプログラムは米国環境保護局のホームページから無料で手に入れることができる。

## 影響
大気中にエアロゾル粒子が多いと、一般的に夕焼けや朝焼けの色が赤く濃くなるとされる（レイリー散乱も参照）。
また、核戦争では大規模な火災が発生、これにより短時間で煤煙によってエアロゾル粒子が多量に発生し、大気の透明度を極度に低下させ、核の冬が起こるとされている。

## 性状
エアロゾル粒子の粒径は、nmのオーダから100µm程度まで広がっており、その分布は対数正規分布やJungeの分布などで表される。

### 分類
- 粉塵 (dust)：固体粒子が粉砕、研磨、爆破など物理的な破砕過程で生じ、空気中に分散したもの。
- ミスト (mist)：微小な液体粒子が空気中に浮遊しているもの。形状は球形をしている。
- フューム (fume)
- 繊維状粒子 (fiber particle)

## SPMとPM10
SPMとPM10とは頻繁に混同される。SPMとは、空気動力学径が10µm以下の粒子であり、日本の環境基準値の対象となる定義である。
PM10とは、空気動力学径10µmにおいて捕集効率が50%（50%カットオフ粒径が10µm）となる粒子であり、世界中で一般に用いられる定義である。
つまり、PM10にはSPMよりも大きい粒子もわずかに含まれる。